# Бранд, Яков Бениаминович
Я́ков Бениами́нович Бранд (20 мая 1955, Одесса — 12 июня 2018, Москва) — советский и российский кардиохирург, заслуженный врач России, телеведущий, лауреат Государственной премии России (2001). Наиболее известен как автор и ведущий медицинских телепередач «Без рецепта» и «Кома» на НТВ (1999—2010).

## Биография
Родился 20 мая 1955 года в Одессе в семье врачей. Отец, Бениамин Вольфович Бранд (1918—1991), уроженец Плоцка, в молодости работал журналистом в газете «Биробиджанер штерн» (на идише), затем стал дерматологом (книга воспоминаний отца «Из прошлого» вышла на идише и в переводе на русский язык в 2019 году), мать — Анна Яковлевна, — хирургом, сестра — инфектологом. В школе был хорошистом, имея в аттестате единственную тройку по черчению. Окончил Одесский государственный медицинский институт в 1979 году. Изначально работал хирургом в районной больнице посёлка Кривое Озеро Николаевской области.
С 1981 года жил и работал в Москве.
С 1981 по 1984 год был врачом-ординатором отделения экстренной микрохирургии московской ГКБ № 51.
В 1983 году ассистировал хирургу Рамазу Датиашвили в уникальной операции по реплантации обеих ног трёхлетней литовской девочке Расе.
В 1986 году стал научным сотрудником Российского кардиологического научно-производственного комплекса, с 1994 года — ведущим научным сотрудником центра. 5 ноября 1996 года в составе бригады кардиохирургов участвовал в операции коронарного шунтирования у первого президента России Бориса Ельцина. В 1998 году съёмочная группа кинокомпании DIXI, работавшая над документальным фильмом «Сердце Ельцина» из цикла «Новейшая история», прибыла в институт Склифосовского с целью взять интервью у Бранда как у одного из основных участников операции. Через некоторое время, после неудачных проб с участием актрис и женщин-врачей на роль ведущей новой программы о здоровье на канале НТВ, выбор его руководства остановился на Якове Бранде. Так врач неожиданно для себя стал телеведущим, не предполагая, что работа на ТВ для него растянется на долгие годы вперёд.
С ноября 1999 по июль 2010 года был автором и ведущим телепрограммы «Без рецепта» на канале НТВ. С сентября 2001 по середину 2003 года также вёл программу о наркомании «Кома» на этом же канале в паре с музыкантом Сергеем Галаниным. Иногда принимал участие в других телепрограммах этого канала как приглашённый эксперт; в сентябре 2001 года как ведущий НТВ в качестве интервьюера записывал беседу с тогдашним председателем Правительства РФ Михаилом Касьяновым. Неоднократно участвовал в передачах радиостанции «Эхо Москвы». Став телезвездой, сам Бранд считал и воспринимал свою деятельность в СМИ как продолжение врачебной работы.
Доктор медицинских наук, профессор, с октября 2001 года занимал должность руководителя отделения неотложной кардиохирургии в НИИ скорой помощи им. Склифосовского. Был членом попечительского совета фонда «Линия жизни», основателем благотворительного фонда «Золотые сердца», а также председателем оргкомитета премии «Золотое сердце». Входил в состав Общественного совета при ФСКН России. Имел звание почётного профессора Московской международной высшей школы бизнеса (МИРБИС).
Занимался благотворительностью, организовывал собственные фотовыставки в поддержку тяжелобольных детей, часто принимал участие в различных благотворительных акциях. В последний год жизни (с апреля 2017 по июнь 2018 года) являлся главным редактором независимого профессионального сетевого телеканала «Med2Med», который основал в партнёрстве с частной медицинской компанией «Инвитро».
Поддерживал дружеские отношения с известными актёрами Александром Адабашьяном и Леонидом Ярмольником. Увлекался бильярдом.
Был женат, остались трое детей и трое внуков. Старший из детей, Павел Яковлевич Бранд, невролог; медицинский директор сети клиник «Семейная» (с 2015 года), ведущий телеканала «Доктор» (входит в медиахолдинг «Цифровое телевидение» ВГТРК). Сестра Маргарита Аншина — известный специалист-репродуктолог, автор научных трудов в области искусственного оплодотворения.

## Смерть
Госпитализирован 30 мая 2018 года. Скончался на 64-м году жизни от сердечно-сосудистой недостаточности в НИИ скорой помощи им. Склифосовского 12 июня 2018 года. Болезнь была вызвана курением. Прощание с ним прошло 15 июня 2018 года в историческом корпусе НИИ скорой помощи им. Склифософского, похороны — в тот же день на Ваганьковском кладбище.

## Награды
- Государственная премия Российской Федерации 2001 года в области науки и техники (5 августа 2002 года) — за работу «Хирургическое лечение сочетанных сердечно — сосудистых и онкологических заболеваний»[41]
- Премия города Москвы 2004 года в области медицины (18 июня 2004 года) — за работу «Хирургическое лечение различных форм ишемической болезни сердца»[42]
- Почётное звание «Заслуженный врач Российской Федерации» (23 сентября 2005 года) — за заслуги в области здравоохранения и многолетнюю добросовестную работу[43]